# 辰野勇
辰野 勇（たつの いさむ、1947年〈昭和22年〉7月31日 - ）は、日本の元登山家、冒険家、カヌーイスト。登山用品メーカーの株式会社モンベル（mont-bell）の創業者であり、現在は会長を務める。
大阪府堺市出身。大阪府立和泉高等学校卒業。奈良県奈良市高畑町在住。

## 略歴
1947年、大阪府堺市生まれ。中学時代に岩壁登攀を開始し、1967年には前穂高岳の屏風岩を登頂。少年時代の頃より、ハインリッヒ・ハラーのアイガー北壁登攀記『白い蜘蛛』に感銘を受け、以来、青春期を山一筋に過ごすとともに、登山に関係したビジネスを興す夢を抱く。
高校卒業後住み込みでスポーツ用品店に勤めるが、社長にロッククライミングを反対されたため休職。1969年に中谷三次とともにアイガー北壁に挑み、当時の世界最年少での登頂に成功、更に山頂から見えたマッターホルンの姿に次なる登攀欲をかき立てられてしまい、ここに来る途中に軽量化のために殆どの荷物を投棄していた（この際にカメラから抜いたフィルムから唯一現像できたのが「ヒンターシュトイサー・トラバースを渡る辰野」である）にもかかわらず下山したその足で直行してこちらの北壁も2人で完登、史上初めて同一シーズンにアルプス三大北壁を2つ完登する快挙を成し遂げてしまう。1970年には日本初のクライミングスクールを開く。
モンベル創業前には大阪・梅田の登山用具店「白馬堂」の営業社員を務めていたが、ある冬の登攀中のビバークで粗悪品の手袋をしていたことで凍傷になり、より高機能で安全性の高い装備の必要性を痛感。自ら開発することを決意し、1975年にモンベルの創業に至る。
この頃より、カヌー、カヤックにも熱中し始め、第3回関西ワイルドウォーター大会での優勝の実績のほか、黒部川を源流部から河口までをカヤックで初下降したほか、グランドキャニオン、ユーコン、コスタリカ、ネパールなど、世界中の河川を下る。1991年には、日本初の身体障害者カヌー大会「パラマウント・チャレンジカヌー」を開催するなど、社会活動も行っている。
また、びわこ成蹊スポーツ大学客員教授や天理大学客員教授などを務めるほか、2011年の東日本大震災では「アウトドア義援隊」を組織し、アウトドア体験を活かした災害支援活動を自ら陣頭指揮を執り行った。
その他、「M.O.C.（モンベル・アウトドア・チャレンジ）」の校長、「大阪府カヌー協会」副会長などを務める。徳島県では、川の学校の講師を務める。

## 受賞歴
- 1994年 - 関西ニュービジネス協議会・起業家大賞。
- 1995年 - 日本ニュービジネス大賞通商産業大臣賞。
- 1999年 - イタリア山岳会・2000年記念賞。
- 2005年 - 第1回デザインエクセレントカンパニー賞。
- 2015年 - 環境省「グッドライフアワード」。
- 2016年 - 第36回毎日経済人賞、環境省「グッドライフアワード」。

以上

## 番組出演
- 2007年7月28日 - NHK総合 『課外授業 ようこそ先輩』
- 2009年8月17日 - テレビ東京 『日経スペシャル カンブリア宮殿』 自分たちが欲しいものを、作って売れ！ [6]
- 2011年2月23日 - NHK BSプレミアム 『世界の名峰グレートサミッツ』「グレートサミッツへの招待」
- 2013年7月21日 - NHK BS1 『エル・ムンド』
- 2013年12月3日 - テレビ東京 『戦士の逸品』
- 2021年10月9日 - NHK BSプレミアム 『猫のしっぽ カエルの手 〜京都大原 ベニシアの手づくり暮らし〜 スペシャル「Venetia’s Life 出会いとともに」』

## 書籍

### 著書
- 『カヌー・エンジョイ・マニュアル カヤック入門編 新版』（写真:中川祐二）（1989年5月10日、千早書房）ISBN 4924784109  NCID BN06660019 全国書誌番号:90028616
- 『社長室はアウトドア 岩登りからカヤックへ。万年青年の冒険』（1992年9月25日、山と渓谷社）ISBN 4635250067  NCID BN14252095 全国書誌番号:93005274
- 『カヌー&カヤック入門 遊び方はいろいろ Outdoor A to Z アウトドアのすべてがわかる 4』（1999年4月10日、山と渓谷社）ISBN 4635007847  NCID BA40943080 全国書誌番号:99074797
- 『服装・装備術 地球元気村遊びテキスト 5』（2001年6月20日、旬報社）ISBN 4845106906 NCID BA53136172 全国書誌番号:
- 『カヌー＆カヤック入門 : 川・海・静水別、基本＆実践テクニック集 Outdoor books 6』（2005年4月26日、山と溪谷社）ISBN 4635007561  NCID BA72093372
- 『カヌー&カヤック入門 川・湖・海でのパドリング術をフィールド別に徹底紹介』（2013年1月25日、山と溪谷社）ISBN 9784635007603 NCID BB11980091 全国書誌番号:22193918 - 2005年刊の改訂新版
- 『モンベル7つの決断 アウトドアビジネスの舞台裏』（2014年10月24日、山と溪谷社 ヤマケイ新書）ISBN 9784635510066
- 『軌跡 mont-bell BOOKS』（2014年11月1日、ネイチュアエンタープライズ）ISBN 9784990806705
- 『辰野勇 モンベルの原点、山の美学 のこす言葉』（2020年3月27日、平凡社）ISBN 9784582741223
- 『自然に生きる力 24時間の自然を満喫する』（2020年11月25日、KADOKAWA）ISBN 9784041093788

### 監訳
- 『カヤック カヌー乗り必携！イラストで見る究極の川下りマニュアル』（著者:ウィリアム・ニーリー、訳:杉本美穂子、 監訳:辰野勇）（1993年8月20日山海堂）ISBN 9784381101969